# Homorthodes hanhami
Homorthodes hanhami là một loài bướm đêm trong họ Noctuidae.